# Diclasiopa brunnicosa
Diclasiopa brunnicosa är en tvåvingeart som först beskrevs av Becker 1907.  Diclasiopa brunnicosa ingår i släktet Diclasiopa och familjen vattenflugor. Inga underarter finns listade i Catalogue of Life.